# Caraipa longisepala
Caraipa longisepala é uma espécie de planta da família Calophyllaceae e do gênero Caraipa.  É encontrada na região amazônica e de lá endêmica.

## Taxonomia
O táxon foi descrito oficialmente em 1987 por Klaus Kubitzki. O espécime tipo original (holótipo) foi coletado na Serra do Araçá (escrito Serra Aracã), 3 quilômetros a leste do Rio Javari.